# Aa (gènere)
Aa Rchb.f. 1854, és un gènere d'orquídies Orchidaceae.
Les espècies són terrestres i viuen en hàbitats relativament freds, prop de la línia de neu dels Andes i també a Costa Rica; normalment es troben prop de corrents d'aigua. La seva inflorescència és allargada i acaba en una flor blanca no resupinada. La flor atrau dípters. Aquest gènere sovint s'ha inclòs dins el gènere Altensteinia.
El 1854, Heinrich Gustav Reichenbach separà el gènere Aa de l'Altensteinia, per incloure-hi dues espècies: Aa argyrolepis i Aa paleacea. Aquest gènere, aparentment, va ser preparat pel seu autor perquè fos el primer de la llista alfabètica, però una altra explicació pot ser que va ser dedicada a Pieter van der Aa, l'impressor del botànic neerlandès Paul Herman de l'obra "Paradisus Batavus". Reichenbach va canviar el nom del gènere a Altensteinia, però el 1912 Rudolf Schlechter va tornar a donar-li el nom de Aa.

## Taxonomia
S'accepten les següents espècies del gènere Aa
- Aa achalensis Schltr. 1920 (Argentina)
- Aa argyrolepis Rchb.f. 1854 (Colòmbia a Ecuador)
- Aa calceata (Rchb.f.) Schltr. 1912 (Peru a Bolivia)
- Aa colombiana Schltr. 1920 (Colombia a Ecuador)
- Aa denticulata Schltr. 1920 (Colombia a Ecuador)
- Aa erosa (Rchb.f.) Schltr. 1912 (Peru)
- Aa fiebrigii (Schltr.) Schltr. 1912 (Bolivia)
- Aa gymnandra (Rchb.f.) Schltr. 1912 (Bolivia)
- Aa hartwegii Garay 1978 (Ecuador; Colòmbia; Venezuela)
- Aa hieronymi (Cogn.) Schltr. 1912 (Argentina)
- Aa inaequalis (Rchb.f.) Schltr. 1912 (Peru a Bolivia)
- Aa leucantha (Rchb.f.) Schltr. 1920 (Colombia a Ecuador)
- Aa lorentzii Schltr. 1920 (Argentina)
- Aa macra Schltr. 1921 (Ecuador)
- Aa maderoi Schltr. 1920 (Venezuela; Colombia; Ecuador)
- Aa mandonii (Rchb.f.) Schltr. 1912 (Peru a Bolivia)
- Aa matthewsii (Rchb.f.) Schltr. 1912 (Peru)
- Aa microtidis Schltr. 1922 (Bolivia)
- Aa nervosa (Kraenzl.) Schltr. 1912 (Xile)
- Aa paleacea (Kunth) Rchb.f. 1854 (Costa Rica a Bolivia)
- Aa riobambae Schltr. 1921 (Ecuador)
- Aa rosei Ames 1922 (Peru)
- Aa schickendanzii Schltr. 1920 (Argentina)
- Aa sphaeroglossa Schltr. 1922 (Bolivia)
- Aa trilobulata Schltr. 1922 (Bolivia)
- Aa weddeliana (Rchb.f.) Schltr. 1912 (Peru a NW Argentina)